# Ментус, Кшиштоф
Кшиштоф Ментус (пол. Krzysztof Miętus; род. 8 марта 1991 года, в Закопане) — известный польский прыгун с трамплина, участник Олимпийских игр в Ванкувере.
В Кубке мира Ментус дебютировал в 2008 году, в ноябре 2009 года первый раз попал в десятку лучших на этапе Кубка мира, в командных соревнованиях. Всего на сегодняшний момент имеет 2 попадания в десятку на этапах Кубка мира, все в командных соревнованиях, в личных соревнованиях не поднимался выше 12-го места. Лучшим результатом Ментуса в итоговом общем зачёте Кубка мира является 45-е место в сезоне 2009-2010.
На Олимпиаде-2010 в Ванкувере принял участие в обоих личных турнирах, и на большом и на нормальном трамплине, в обеих случаях занял 36-е место.
За свою карьеру участия в чемпионатах мира пока не принимал.